# Martinsville, New South Wales
Martinsville är en ort i Australien. Den ligger i kommunen Lake Macquarie Shire och delstaten New South Wales, i den sydöstra delen av landet, omkring 90 kilometer norr om delstatshuvudstaden Sydney.
Närmaste större samhälle är Cooranbong, nära Martinsville. 